# Fernando Miguel Gil Eisner
Fernando Miguel Gil Eisner (* 8. Mai 1953 in Montevideo; † 17. Januar 2020 in Salto) war ein uruguayischer Geistlicher, römisch-katholischer Theologe und Bischof von Salto.

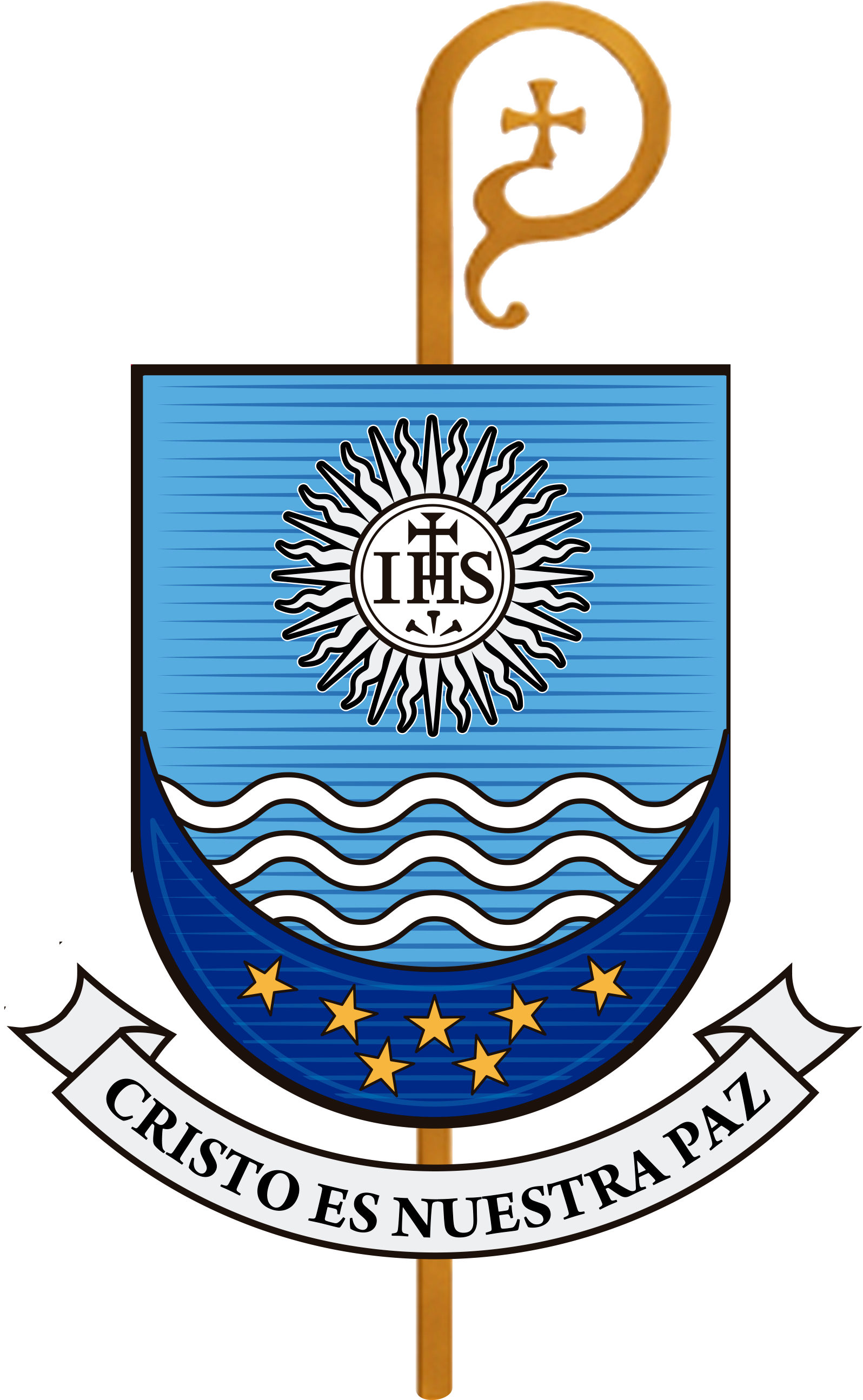
Bischofswappen von Fernando Miguel Gil Eisner

## Leben
Fernando Miguel Gil Eisner absolvierte ein Lizenziatsstudium der Theologie an der Päpstlichen Katholischen Universität von Argentinien. Am 25. März 1983 empfing er das Sakrament der Priesterweihe für das Bistum Morón in Argentinien. Nach weiteren Studien im Fach Kirchengeschichte wurde er an der Päpstlichen Universität Gregoriana zum Dr. theol. promoviert. Mit der Ausgründung des Bistums Merlo-Moreno aus dem Bistum Morón wurde er 1997 in dessen Klerus inkardiniert.
Neben Aufgaben in der Pfarrseelsorge war er als Professor an verschiedenen argentinischen Priesterseminaren tätig. Er war Berater der Kommission für Glaube und Kultur der argentinischen Bischofskonferenz und Spiritual am Priesterseminar in Morón. Seit 2003 war er Direktor der Bibliothek der katholisch-theologischen Fakultät der Päpstlichen Katholischen Universität von Argentinien. 2008 wurde er Pro-Dekan dieser Fakultät, der er von 2009 bis 2011 als Dekan vorstand.
Am 24. Juli 2018 ernannte ihn Papst Franziskus zum Bischof von Salto. Die Bischofsweihe spendete ihm der Erzbischof von Montevideo, Daniel Fernando Kardinal Sturla Berhouet SDB, am 23. September desselben Jahres. Mitkonsekratoren waren sein Amtsvorgänger Pablo Jaime Galimberti di Vietri und der Bischof von Merlo-Moreno, Fernando Carlos Maletti.